# Pro loco
A Itàlia, les Pro loco (el terme és tant singular com plural), són organitzacions tradicionalistes que cerquen promoure un cert lloc en particular, gairebé sempre un poble i la seva àrea circumdant. Pro loco és una frase llatina que vol dir 'a favor del lloc'.
Les Pro loco funcionen com a organitzacions voluntàries i no han de confondre's amb institucions de finançament oficial com les Aziende di Promozione Turística (APT) o els Uffici di Informazione e Accoglienza Turística (IAT), que tenen com a fi promoure el turisme.
A la majoria de les localitats italianes, el propòsit principal de les Pro loco és el d'organitzar, finançar, difondre i gestionar festes tradicionals com la "sagra" o el "pal·li" de cada lloc, al servei dels residents. En molts casos, tanmateix, en donen a més a més a conèixer la zona al turisme i promouen els seus productes, i les més actives patrocinen publicacions, investigacions i restauració de monuments relacionats amb el lloc que valoren.
La UNPLI (Unione nazionale delle Pro Loco d'Italia) és la federació que reuneix la major part de les Pro loco d'Itàlia.